# Yelena Judashova
Yelena Anatólievna Judashova, en ruso: Елена Анатольевна Худашова (nacida el 10 de julio de 1965 en Jabárovsk, Rusia) es una exjugadora de baloncesto rusa.  Consiguió 7 medallas en competiciones internacionales, tres con la Unión Soviética, una con la CEI y tres con Rusia. 